# 岸良昌
岸 良昌（きし よしまさ、1947年7月25日 - ）は、日本の政治家、農林水産官僚。元群馬県利根郡みなかみ町長（2期）。鳥取県出身。

## 経歴
- 1973年（昭和48年）
  - 3月、東京大学農学部を卒業。
  - 4月、農林水産省に入省（構造改善局､中国四国農政局、国際連合食糧農業機関ローマ本部､タイ王国農業・協同組合省に派遣勤務）
- 1990年（平成2年）- 4月、群馬県農政部土地改良課長。
- 1993年（平成5年）- 4月、群馬県企画部地域整備課長。
- 1996年（平成8年）- 4月、群馬県農政部参事（土地改良課長）
- 1999年（平成11年）- 4月、群馬県立女子大学事務局長。
- 2007年（平成19年）- 9月、群馬県農政部長[1]。
- 2008年（平成20年）
  - 3月、群馬県を退職。
  - 4月、群馬県住宅公社理事長。
- 2009年（平成21年）- 9月、群馬県住宅公社[2]を退職。
  - 10月25日、みなかみ町長選挙に初当選[3]。

※当日有権者数：18,815人 最終投票率：72.24%（前回比：-6.88pts）
| 候補者名 | 年齢 | 所属党派 | 新旧別 | 得票数  | 得票率 | 推薦・支持 |
| -------- | ---- | -------- | ------ | ------- | ------ | ---------- |
| 岸良昌   | 62   | 無所属   | 新     | 5,492票 | 40.9%  |            |
| 大川浩一 | 68   | 無所属   | 新     | 5,285票 | 39.4%  |            |
| 島崎栄一 | 42   | 無所属   | 新     | 2,395票 | 17.9%  |            |
| 高橋貞雄 | 65   | 無所属   | 新     | 247票   | 1.8%   |            |

- 2011年（平成23年）
  - 2月9日、第177回国会（参議院）共生社会・地域活性化に関する調査会に参考人として出席[4]。
  - 7月2日、「みなかみデサントスポーツタウンプロジェクト」でデサントと提携[5]。
- 2012年（平成24年） - 9月18日、みなかみ町と中野区は、里・まち連携を締結[6]。
- 2013年（平成25年）- 7月5日、第4回全国源流サミットin群馬県みなかみ町を開催[7]。
  - 10月15日、同日告示の町長選挙で無投票再選[8][9]。
  - 12月13日、台南市（台湾）と友好都市協定を締結[10]。
- 2014年（平成26年）- 2月19日、タイ南部のトラン県と観光や環境、教育分野などでの協力関係を約束する覚書を締結[11]。
- 2017年（平成29年）
  - 6月14日、フランスのユネスコ本部で開催されたユネスコMAB計画国際調整理事会で『みなかみユネスコエコパーク』が登録決定（魚沼連峰県立自然公園地域を含む）[12][13]。
  - 10月15日、町長選挙で元町議の前田善成に敗れる[14]。

※当日有権者数：16,937人 最終投票率：65.48%（前回比：pts）
| 候補者名 | 年齢 | 所属党派 | 新旧別 | 得票数  | 得票率 | 推薦・支持 |
| -------- | ---- | -------- | ------ | ------- | ------ | ---------- |
| 前田善成 | 50   | 無所属   | 新     | 5,779票 | 52.89% |            |
| 岸良昌   | 70   | 無所属   | 現     | 5,147票 | 47.11% |            |

## 参加団体
- 「街道交流首長会」会員[15]。
- 「提言・実践首長会」会員[16]。